# حضور در جام جهانی و آمارهای مرتبط

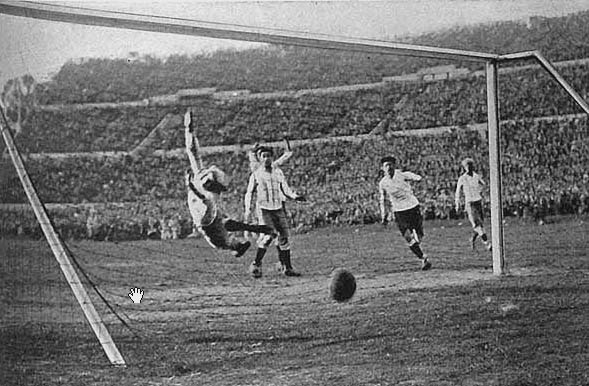
فهرست و آمارهایی از حضور تیم‌های فوتبال در جام‌های جهانی

در اینجا فهرست و آمارهایی از حضور تیم‌های فوتبال و عملکرد آن‌ها در جام جهانی فوتبال تهیه شده‌است.

### تعداد حضور در ادوار جام جهانی
| نام تیم         | تعداد حضور |
| --------------- | ---------- |
| برزیل           | ۲۳         |
| آلمان           | ۲۰         |
| آرژانتین        | ۱۹         |
| ایتالیا و مکزیک | ۱۸         |

## تقابل با قهرمانان در ادوار جام جهانی
| 1930     | 1934     | 1938     | 1950       | 1954       | 1958     | 1962     | 1966     | 1970     | 1974       | 1978     | 1982       | 1986       | 1990       | 1994    | 1998          | 2002      | 2006     | 2010     | 2014     | 2018     | 2022     |
| اروگوئه  | ایتالیا  | ایتالیا  | اروگوئه    | آلمان غربی | برزیل    | برزیل    | انگلستان | برزیل    | آلمان غربی | آرژانتین | ایتالیا    | آرژانتین   | آلمان غربی | برزیل   | فرانسه        | برزیل     | ایتالیا  | اسپانیا  | آلمان    | فرانسه   | آرژانتین |
| -------- | -------- | -------- | ---------- | ---------- | -------- | -------- | -------- | -------- | ---------- | -------- | ---------- | ---------- | ---------- | ------- | ------------- | --------- | -------- | -------- | -------- | -------- | -------- |
| پرو      | آمریکا   | نروژ     | بولیوی     | ترکیه      | اتریش    | مکزیک    | اروگوئه  | چکسلواکی | شیلی       | مجارستان | لهستان     | کره جنوبی  | یوگسلاوی   | روسیه   | آفریقای جنوبی | ترکیه     | غنا      | سوئیس    | پرتغال   | استرالیا | عربستان  |
| رومانی   | اسپانیا  | فرانسه   | اسپانیا    | مجارستان   | انگلستان | چکسلواکی | مکزیک    | انگلستان | استرالیا   | فرانسه   | پرو        | ایتالیا    | امارات     | کامرون  | عربستان       | کاستاریکا | آمریکا   | هندوراس  | غنا      | پرو      | مکزیک    |
| یوگسلاوی | اتریش    | برزیل    | سوئد       | ترکیه      | شوروی    | اسپانیا  | فرانسه   | رومانی   | آلمان شرقی | ایتالیا  | کامرون     | بلغارستان  | کلمبیا     | سوئد    | دانمارک       | چین       | چک       | شیلی     | آمریکا   | دانمارک  | لهستان   |
| آرژانتین | چکسلواکی | مجارستان | برزیل      | یوگسلاوی   | ولز      | انگلستان | آرژانتین | پرو      | سوئد       | لهستان   | آرژانتین   | اروگوئه    | هلند       | آمریکا  | پاراگوئه      | بلژیک     | استرالیا | پرتغال   | الجزایر  | آرژانتین | استرالیا |
|          |          |          |            | اتریش      | فرانسه   | شیلی     | پرتغال   | اروگوئه  | یوگسلاوی   | برزیل    | برزیل      | انگلستان   | چکسلواکی   | هلند    | ایتالیا       | انگلستان  | اوکراین  | پاراگوئه | فرانسه   | اروگوئه  | هلند     |
| مجارستان | سوئد     | چکسلواکی | آلمان غربی | ایتالیا    | لهستان   | پرو      | لهستان   | بلژیک    | انگلستان   | سوئد     | کرواسی     | ترکیه      | آلمان      | آلمان   | برزیل         | بلژیک     | کرواسی   |          |          |          |          |
|          |          |          |            |            |          |          |          |          | هلند       | هلند     | آلمان غربی | آلمان غربی | آرژانتین   | ایتالیا | برزیل         | آلمان     | فرانسه   | هلند     | آرژانتین | کرواسی   | فرانسه   |

## حضور در جام جهانی
| #  | نام تیم | حضور |
| -- | --- | ---- |
| ۱  | برزیل | ۲۳   |
| ۲  | آلمان | ۲۰   |
| ۳  | آرژانتین | ۱۹   |
| ۴  | ایتالیا مکزیک | ۱۸   |
| ۵  | فرانسه انگلستان اسپانیا | ۱۵   |
| ۶  | اروگوئه | ۱۴   |
| ۷  | صربستان ایالات متحده آمریکا کرهٔ جنوبی | ۱۲   |
| ۸  | روسیه هلند سوئد سوئیس | ۱۱   |
| ۹  | مجارستان چک | ۱۰   |
| ۱۰ | شیلی لهستان | ۹    |
| ۱۱ | اسکاتلند پاراگوئه پرتغال کامرون ژاپن | ۸    |
| ۱۲ | رومانی بلغارستان اتریش ایران استرالیا | ۷    |
| ۱۳ | نیجریه تونس مراکش دانمارک کرواسی عربستان سعودی | ۶    |
| ۱۴ | کاستاریکا پرو کلمبیا اکوادور | ۵    |
| ۱۵ | الجزایر غنا | ۴    |
| ۱۶ | جمهوری ایرلند نروژ ایرلند شمالی آفریقای جنوبی مصر هندوراس ساحل عاج سنگال کانادا نیوزیلند                                                                               | ۳    |
| ۱۷ | یونان السالوادور اسلوونی کرهٔ شمالی ترکیه ولز | ۲    |
| ۱۸ | عراق اندونزی هائیتی امارات متحدهٔ عربی اوکراین ترینیداد و توباگو آلمان شرقی Congo DR چین آنگولا توگو کویت جامائیکا کوبا پاناما ایسلند اسرائیل اسلواکی قطر ازبکستان اردن | ۱    |

## نخستین حضور کشورها در جام جهانی
| سال  | نام تیم‌های تازه‌وارد                                                                                   | جمع تیم‌های تازه‌وارد |
| ---- | --- | ------------------- |
| ۱۹۳۰ | آرژانتین بلژیک بولیوی برزیل شیلی فرانسه مکزیک پاراگوئه پرو رومانی ایالات متحده آمریکا اروگوئه صربستان | ۱۳                  |
| ۱۹۳۴ | سوئد اسپانیا هلند ایتالیا مجارستان آلمان مصر چک اتریش سوئیس                                           | ۱۰                  |
| ۱۹۳۸ | کوبا نروژ اندونزی لهستان                                                                              | ۴                   |
| ۱۹۵۰ | انگلستان                                                                                              | ۱                   |
| ۱۹۵۴ | کرهٔ جنوبی ترکیه اسکاتلند                                                                              | ۳                   |
| ۱۹۵۸ | ولز روسیه ایرلند شمالی                                                                                | ۳                   |
| ۱۹۶۲ | کلمبیا بلغارستان                                                                                      | ۲                   |
| ۱۹۶۶ | پرتغال کرهٔ شمالی                                                                                      | ۲                   |
| ۱۹۷۰ | مراکش السالوادور اسرائیل                                                                              | ۳                   |
| ۱۹۷۴ | Congo DR هائیتی آلمان شرقی استرالیا                                                                   | ۴                   |
| ۱۹۷۸ | تونس ایران                                                                                            | ۲                   |
| ۱۹۸۲ | نیوزیلند کویت هندوراس کامرون الجزایر                                                                  | ۵                   |
| ۱۹۸۶ | عراق دانمارک کانادا                                                                                   | ۳                   |
| ۱۹۹۰ | جمهوری ایرلند امارات متحدهٔ عربی کاستاریکا                                                             | ۳                   |
| ۱۹۹۴ | نیجریه یونان عربستان سعودی                                                                            | ۳                   |
| ۱۹۹۸ | ژاپن جامائیکا کرواسی آفریقای جنوبی                                                                    | ۴                   |
| ۲۰۰۲ | سنگال اسلوونی اکوادور چین                                                                             | ۴                   |
| ۲۰۰۶ | اوکراین ترینیداد و توباگو توگو غنا ساحل عاج آنگولا                                                    | ۶                   |
| ۲۰۱۰ | اسلواکی                                                                                               | ۱                   |
| ۲۰۱۴ | بوسنی و هرزگوین                                                                                       | ۱                   |
| ۲۰۱۸ | ایسلند پاناما                                                                                         | ۲                   |
| ۲۰۲۲ | قطر                                                                                                   | ۱                   |
| ۲۰۲۶ | ازبکستان اردن                                                                                         | ۲                   |

## حضور پی در پی در جام جهانی
| #  | نام تیم | بهترین رکورد | رکورد جاری |
| -- | --- | ------------ | ---------- |
| ۱  | برزیل | ۲۲           | ۲۲         |
| ۲  | آلمان | ۱۸           | ۱۸         |
| ۳  | ایتالیا | ۱۴           | ۰          |
| ۴  | آرژانتین | ۱۳           | ۱۳         |
| ۵  | اسپانیا | ۱۲           | ۱۲         |
| ۶  | کرهٔ جنوبی | ۱۰           | ۱۰         |
| ۷  | مکزیک | ۸            | ۸          |
| ۸  | ژاپن فرانسه | ۷            | ۷          |
| ۹  | ایالات متحده آمریکا | ۷            | ۱          |
| ۱۰ | انگلستان | ۶            | ۶          |
| ۱۱ | پرتغال | ۶            | ۶          |
| ۱۲ | بلژیک | ۶            | ۳          |
| ۱۳ | سوئیس | ۵            | ۵          |
| ۱۴ | استرالیا اروگوئه | ۴            | ۴          |
| ۱۵ | ساحل عاج روسیه | ۴            | ۰          |
| ۱۶ | صربستان عربستان سعودی لهستان | ۴            | ۲          |
| ۱۷ | کامرون | ۴            | ۱          |
| ۱۸ | پاراگوئه اسکاتلند مجارستان بلغارستان | ۴            | ۰          |
| ۱۹ | کرواسی ایران | ۳            | ۳          |
| ۲۰ | تونس | ۳            | ۲          |
| ۲۱ | هلند | ۳            | ۱          |
| ۲۲ | چک رومانی سوئد نیجریه | ۳            | ۰          |
| ۲۳ | مراکش دانمارک سنگال | ۲            | ۲          |
| ۲۴ | پرو اکوادور غنا | ۲            | ۱          |
| ۲۵ | ایرلند شمالی نروژ جمهوری ایرلند اتریش شیلی الجزایر آفریقای جنوبی | ۲            | ۰          |
| ۲۶ | قطر کانادا | ۱            | ۱          |
| ۲۶ | ولز امارات متحدهٔ عربی اوکراین ترینیداد و توباگو توگو کویت جامائیکا ترکیه السالوادور بولیوی عراق اندونزی هائیتی آلمان شرقی آنگولا چین Congo DR کوبا نیوزیلند اسلوونی اسلواکی هندوراس کرهٔ شمالی نروژ یونان اسرائیل مصر | ۱            | ۰          |

## مدت انتظار برای حضور مجدد در جام جهانی (سال)
| # | نام تیم      | طولانی‌ ترین مدت انتظار | مدت انتظار جاری                   |
| - | ------------ | ---------------------- | --------------------------------- |
| ۱ | اندونزی کوبا | ۸۴ سال                 | ۸۴ سال                            |
| ۲ | ولز          | ۶۴ سال                 | ۶۴ سال ( حاضر در جام جهانی ۲۰۲۲ ) |
| ۳ | نروژ         | ۵۶ سال                 | ۲۴ سال                            |
| ۴ | مصر          | ۵۶ سال                 | ۴ سال ( حاضر در جام جهانی ۲۰۱۸ )  |
| ۵ | اسرائیل      | ۵۲ سال                 | ۵۲ سال                            |
| ۶ | ترکیه        | ۴۸ سال                 | ۲۰ سال                            |
| ۷ | بولیوی       | ۴۴ سال                 | ۲۸ سال                            |
| ۸ | کرهٔ شمالی    | ۴۴ سال                 | ۱۲ سال                            |
| ۹ | کویت         | ۴۰ سال                 | ۴۰ سال                            |